# Primula alsophila
Primula alsophila är en viveväxtart som beskrevs av Isaac Bayley Balfour och Farrer. Primula alsophila ingår i släktet vivor, och familjen viveväxter. Inga underarter finns listade i Catalogue of Life.